# ケブカサイ
ケブカサイ (Coelodonta antiquitatis) は、中期更新世頃から後期更新世または前期完新世までのユーラシア大陸北部に生息していたサイの一種である。鮮新世のチベット高原などに生息していたチベットケサイ（C. thibetana）を先祖に持つ。本種は氷河期を象徴するメガファウナの一角であり、当時のサイの化石種では本種とエラスモテリウムがとくに知名度が高い。
「ニッポンサイ」ことメルクサイが日本列島からも発見されており、ケブカサイ自体も中国や朝鮮半島にも分布していたと判明していることからも、本種が日本列島にも到達していた可能性の是非については議論の余地があるとされる。

## 分類

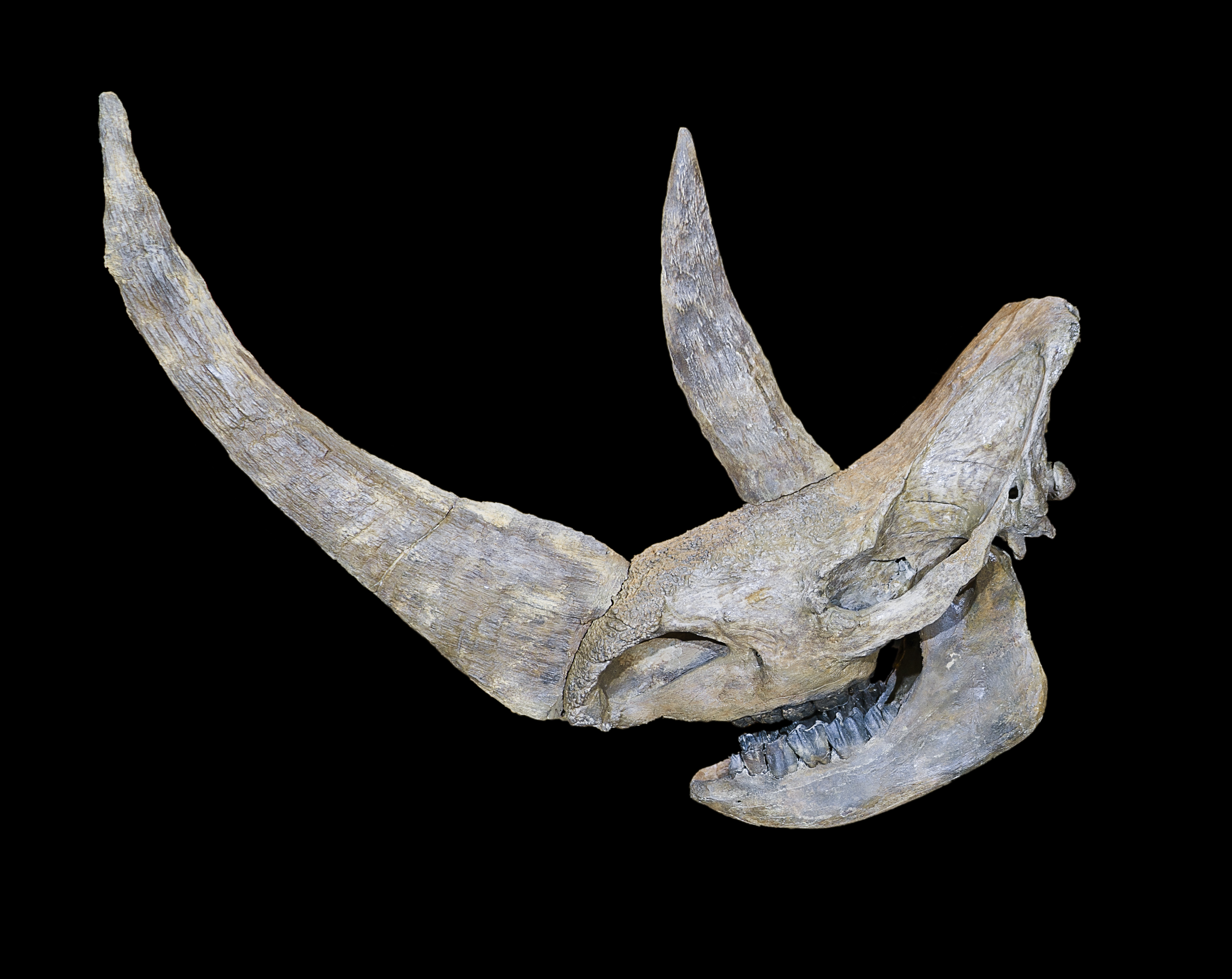
ケブカサイの頭骨。

ケナガマンモスと同様にヨハン・フリードリヒ・ブルーメンバッハによって記載されており、1799年に付けられた学名は「中空の歯」の意である。Coelodonta 属には他にも C. tologoijensis、C. nihowanensis、チベットケサイ（C. thibetana）が含まれており、本種も含めたこれらは一般的に「ケサイ（Woolly rhinoceros）」とも呼ばれる。
長い体毛が特徴の一つであるが、現生種では比較的に長い体毛を生やすことで知られるスマトラサイよりもシロサイやクロサイにより近い系統とも考えられてきた。一方で、遺伝子上の関連性ではスマトラサイこそがケブカサイや、ステップサイの近縁種であり日本列島にも分布した「ニッポンサイ」ことメルクサイと特に近縁だと判明している。以下のダイアグラムは2021年に発表された説に従う。
|  | クロサイ (Diceros bicornis)    |
|  |                                |
|  | シロサイ (Ceratotherium simum) |
|  |                                |

|  | インドサイ (Rhinoceros unicornis) |
|  |                                   |
|  | ジャワサイ (Rhinoceros sondaicus) |
|  |                                   |

|  | スマトラサイ (Dicerorhinus sumatrensis) |
|  | |
|  | \| \| ケブカサイ (Coelodonta antiquitatis) \| \| \| \| \| \| メルクサイ（英語版） (Stephanorhinus kirchbergensis)（ニッポンサイ） \| \| \| \| |
|  | |
|  | ケブカサイ (Coelodonta antiquitatis) |
|  | |
|  | メルクサイ (Stephanorhinus kirchbergensis)（ニッポンサイ）                                                                                    |
|  | |

|  | ケブカサイ (Coelodonta antiquitatis)                       |
|  |                                                            |
|  | メルクサイ (Stephanorhinus kirchbergensis)（ニッポンサイ） |
|  |                                                            |

|  | インドサイ (Rhinoceros unicornis) |
|  |                                   |
|  | ジャワサイ (Rhinoceros sondaicus) |
|  |                                   |

|  | スマトラサイ (Dicerorhinus sumatrensis) |
|  | |
|  | \| \| ケブカサイ (Coelodonta antiquitatis) \| \| \| \| \| \| メルクサイ（英語版） (Stephanorhinus kirchbergensis)（ニッポンサイ） \| \| \| \| |
|  | |
|  | ケブカサイ (Coelodonta antiquitatis) |
|  | |
|  | メルクサイ (Stephanorhinus kirchbergensis)（ニッポンサイ）                                                                                    |
|  | |

|  | ケブカサイ (Coelodonta antiquitatis)                       |
|  |                                                            |
|  | メルクサイ (Stephanorhinus kirchbergensis)（ニッポンサイ） |
|  |                                                            |

|  | クロサイ (Diceros bicornis)    |
|  |                                |
|  | シロサイ (Ceratotherium simum) |
|  |                                |

|  | インドサイ (Rhinoceros unicornis) |
|  |                                   |
|  | ジャワサイ (Rhinoceros sondaicus) |
|  |                                   |

|  | スマトラサイ (Dicerorhinus sumatrensis) |
|  | |
|  | \| \| ケブカサイ (Coelodonta antiquitatis) \| \| \| \| \| \| メルクサイ（英語版） (Stephanorhinus kirchbergensis)（ニッポンサイ） \| \| \| \| |
|  | |
|  | ケブカサイ (Coelodonta antiquitatis) |
|  | |
|  | メルクサイ (Stephanorhinus kirchbergensis)（ニッポンサイ）                                                                                    |
|  | |

|  | ケブカサイ (Coelodonta antiquitatis)                       |
|  |                                                            |
|  | メルクサイ (Stephanorhinus kirchbergensis)（ニッポンサイ） |
|  |                                                            |

|  | インドサイ (Rhinoceros unicornis) |
|  |                                   |
|  | ジャワサイ (Rhinoceros sondaicus) |
|  |                                   |

|  | スマトラサイ (Dicerorhinus sumatrensis) |
|  | |
|  | \| \| ケブカサイ (Coelodonta antiquitatis) \| \| \| \| \| \| メルクサイ（英語版） (Stephanorhinus kirchbergensis)（ニッポンサイ） \| \| \| \| |
|  | |
|  | ケブカサイ (Coelodonta antiquitatis) |
|  | |
|  | メルクサイ (Stephanorhinus kirchbergensis)（ニッポンサイ）                                                                                    |
|  | |

|  | ケブカサイ (Coelodonta antiquitatis)                       |
|  |                                                            |
|  | メルクサイ (Stephanorhinus kirchbergensis)（ニッポンサイ） |
|  |                                                            |

|  | クロサイ (Diceros bicornis)    |
|  |                                |
|  | シロサイ (Ceratotherium simum) |
|  |                                |

|  | インドサイ (Rhinoceros unicornis) |
|  |                                   |
|  | ジャワサイ (Rhinoceros sondaicus) |
|  |                                   |

|  | スマトラサイ (Dicerorhinus sumatrensis) |
|  | |
|  | \| \| ケブカサイ (Coelodonta antiquitatis) \| \| \| \| \| \| メルクサイ（英語版） (Stephanorhinus kirchbergensis)（ニッポンサイ） \| \| \| \| |
|  | |
|  | ケブカサイ (Coelodonta antiquitatis) |
|  | |
|  | メルクサイ (Stephanorhinus kirchbergensis)（ニッポンサイ）                                                                                    |
|  | |

|  | ケブカサイ (Coelodonta antiquitatis)                       |
|  |                                                            |
|  | メルクサイ (Stephanorhinus kirchbergensis)（ニッポンサイ） |
|  |                                                            |

|  | インドサイ (Rhinoceros unicornis) |
|  |                                   |
|  | ジャワサイ (Rhinoceros sondaicus) |
|  |                                   |

|  | スマトラサイ (Dicerorhinus sumatrensis) |
|  | |
|  | \| \| ケブカサイ (Coelodonta antiquitatis) \| \| \| \| \| \| メルクサイ（英語版） (Stephanorhinus kirchbergensis)（ニッポンサイ） \| \| \| \| |
|  | |
|  | ケブカサイ (Coelodonta antiquitatis) |
|  | |
|  | メルクサイ (Stephanorhinus kirchbergensis)（ニッポンサイ）                                                                                    |
|  | |

|  | ケブカサイ (Coelodonta antiquitatis)                       |
|  |                                                            |
|  | メルクサイ (Stephanorhinus kirchbergensis)（ニッポンサイ） |
|  |                                                            |

|  | クロサイ (Diceros bicornis)    |
|  |                                |
|  | シロサイ (Ceratotherium simum) |
|  |                                |

|  | インドサイ (Rhinoceros unicornis) |
|  |                                   |
|  | ジャワサイ (Rhinoceros sondaicus) |
|  |                                   |

|  | スマトラサイ (Dicerorhinus sumatrensis) |
|  | |
|  | \| \| ケブカサイ (Coelodonta antiquitatis) \| \| \| \| \| \| メルクサイ（英語版） (Stephanorhinus kirchbergensis)（ニッポンサイ） \| \| \| \| |
|  | |
|  | ケブカサイ (Coelodonta antiquitatis) |
|  | |
|  | メルクサイ (Stephanorhinus kirchbergensis)（ニッポンサイ）                                                                                    |
|  | |

|  | ケブカサイ (Coelodonta antiquitatis)                       |
|  |                                                            |
|  | メルクサイ (Stephanorhinus kirchbergensis)（ニッポンサイ） |
|  |                                                            |

|  | インドサイ (Rhinoceros unicornis) |
|  |                                   |
|  | ジャワサイ (Rhinoceros sondaicus) |
|  |                                   |

|  | スマトラサイ (Dicerorhinus sumatrensis) |
|  | |
|  | \| \| ケブカサイ (Coelodonta antiquitatis) \| \| \| \| \| \| メルクサイ（英語版） (Stephanorhinus kirchbergensis)（ニッポンサイ） \| \| \| \| |
|  | |
|  | ケブカサイ (Coelodonta antiquitatis) |
|  | |
|  | メルクサイ (Stephanorhinus kirchbergensis)（ニッポンサイ）                                                                                    |
|  | |

|  | ケブカサイ (Coelodonta antiquitatis)                       |
|  |                                                            |
|  | メルクサイ (Stephanorhinus kirchbergensis)（ニッポンサイ） |
|  |                                                            |

## 特徴

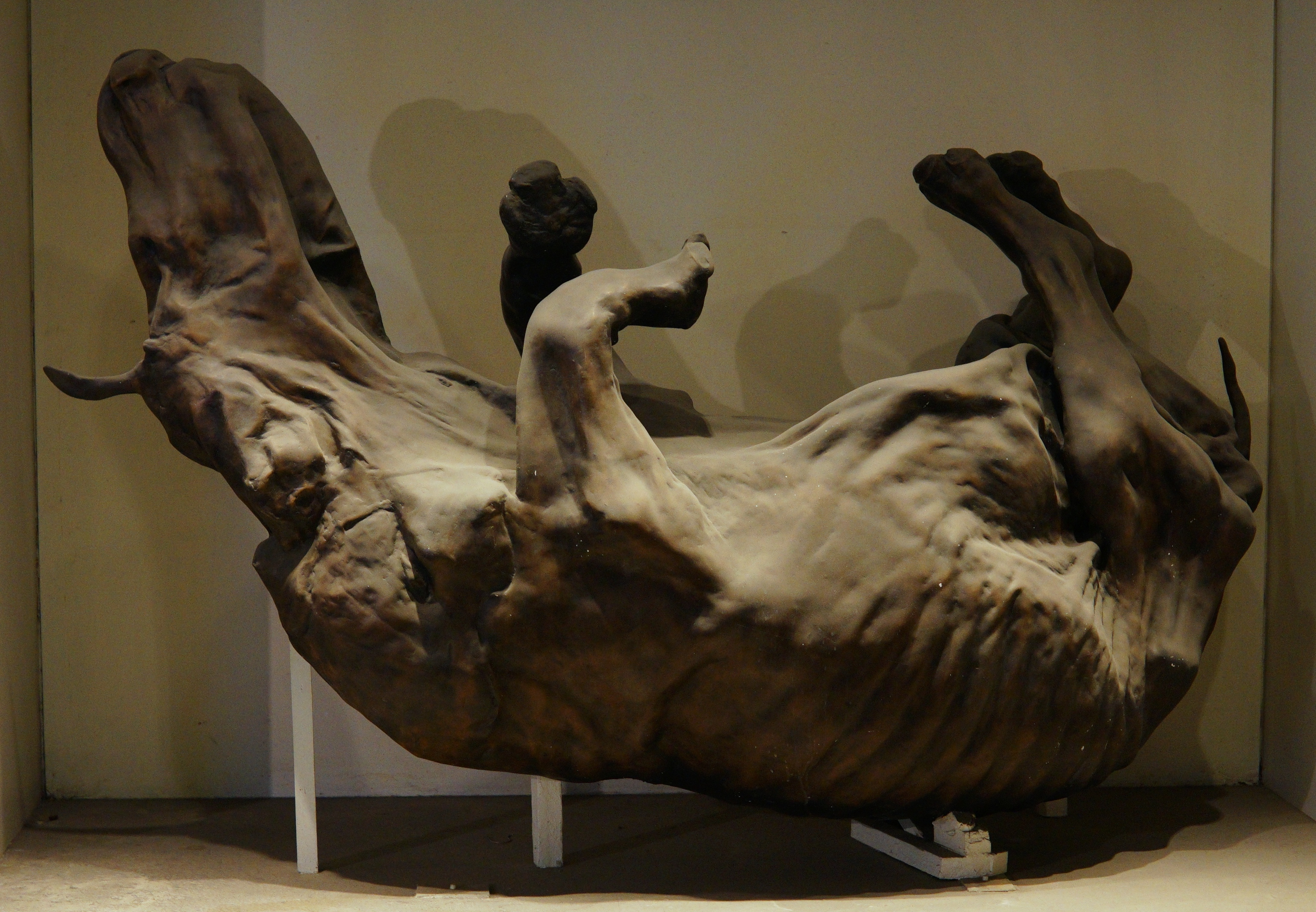
ロンドン自然史博物館に所蔵されたミイラ。

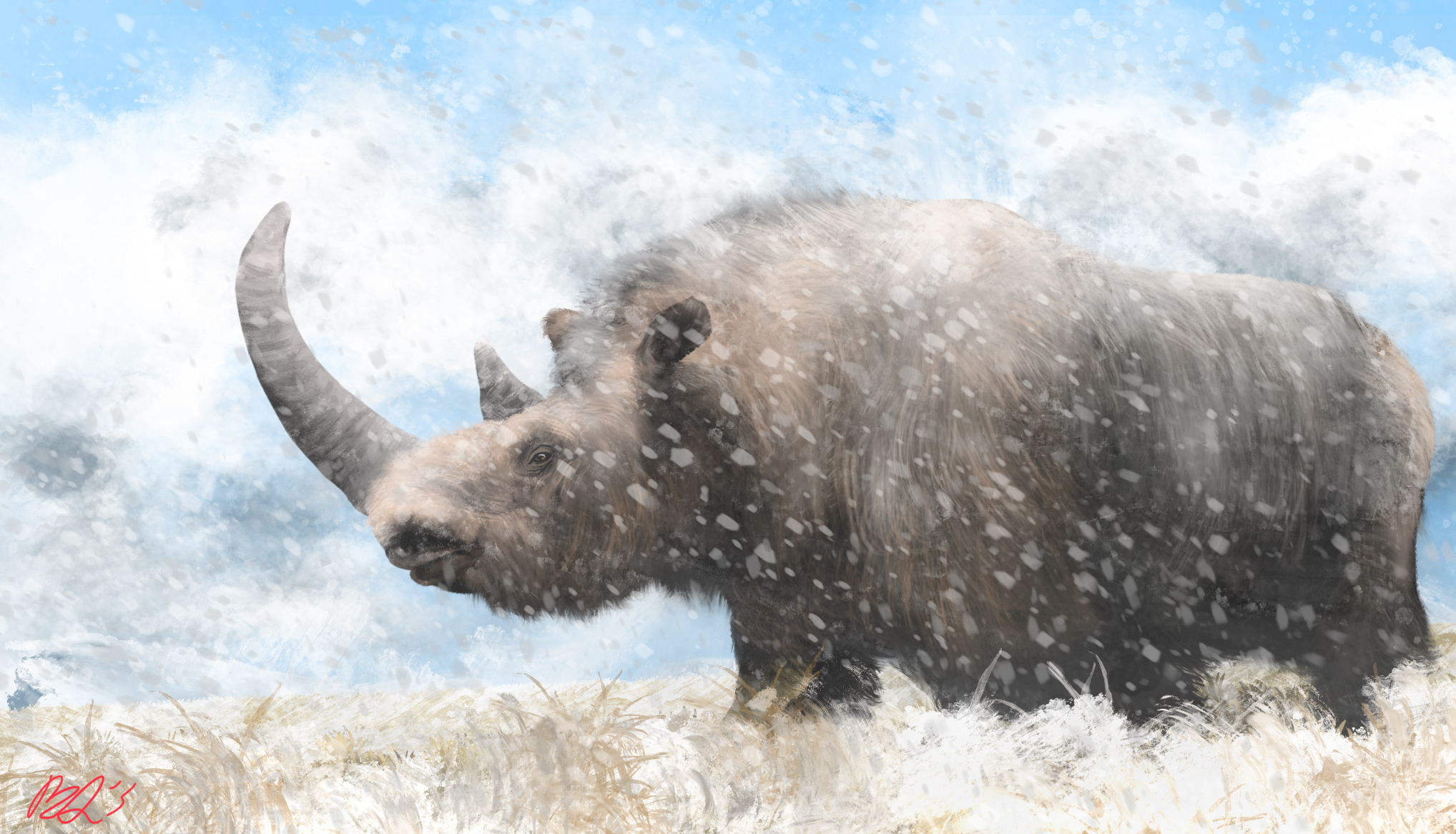
ケブカサイの生体復元想像図。

ケナガマンモス、ギガンテウスオオツノジカ、ステップバイソンなどとともに氷期のマンモス・ステップの動物相（マンモス動物群）を代表するメガファウナの一角として知られる。本種は永久凍土などから発掘された氷漬けのミイラなどの標本が豊富であるため、古生物としては比較的に生前の姿がよく判っている種類の一つとされる。サイの角は毛で構成されているために多くの場合は化石として残らないが、ケブカサイの場合は寒冷で乾燥した環境に生息していたことから例外的に角の化石が保存されてきた。
シロサイに匹敵するまたはそれ以上の大きさを持ち、成獣の頭胴長は約3.2 - 4メートル、体高1.4 - 2メートル、体重は1.5 - 3トンに達したと推定されている。頭骨は平均74センチメートル、大型の個体では89センチメートルにもなり、シロサイやクロサイ（平均50-60センチメートル）よりも大型化していた。また、他のサイ科と若干だが細長く、丈の低い草を食べるのに適した形状をしていた。
鼻面には2本の毛でできた角を持ち、前方の角は特に長大で角長が1メートルにもなる個体も見られた。後方の角は（ジャワサイやインドサイを除く）現生のサイと同様に円錐状であった。この角は、ショーヴェ洞窟に遺された洞窟壁画や発見された角に見られた傷跡からオス同士の闘争や捕食者などの敵に対抗する武器になったと見られる。また、とくに前部に摩耗が見られたことからも（たとえば現在のアメリカバイソンと同様に）餌を探すために首を左右に振って雪を除去するためにも使われたと思われる。しかし、マンモス・ステップは一般的に乾燥していたため、このように雪の下から餌を探す機会は決して多くなかった可能性もある。
祖先であるチベットケサイが約370万年前に寒冷で乾燥したチベット高原で進化していたことが、寒冷化する気候においてはケブカサイに有利に働いたと考えられている。氷河期の開始と共にチベットケサイは平地に下って行ったと考えられている。ほとんどの標本がユーラシア大陸の北部から発見されており、分布域が最大になった後期更新世にはブリテン諸島から東シベリアにかけての広範囲に生息し、当時のステップ地帯のほぼ全域に分布していた。ツンドラ地帯に生息するため、厚い毛皮や熱の損失を防ぐための小さな耳など、寒冷地に適応した特徴を持つ。頬歯もまた、ツンドラ地帯の堅い草を食べるため高冠歯化していた。また、比較的に暖かいイタリア半島にも生息していたことが判明しており、河川沿いの柔らかな草、灌木の若芽などを餌とし、同じく南方系の動物であるカバと共存していたと思われる。
マンモスとくにケナガマンモスは同じ場所から化石が発見されることも少なくなく、両者は混生していたのではないかといわれる。しかし、マンモスとは異なりサイ科の故郷の可能性がある北アメリカ大陸からはケブカサイやエラスモテリウムに限らず当時のサイ科の化石が出土していない。そのため、サイ科は長鼻目やラクダ科やウマやバイソン属やトナカイやサイガなどとは異なり、当時のベーリング地峡を渡る機会がなかったのだと思われるが、その理由は不明である。また、祖先であったチベットケサイの分布であるチベット高原に戻ることもなかった。

## 絶滅

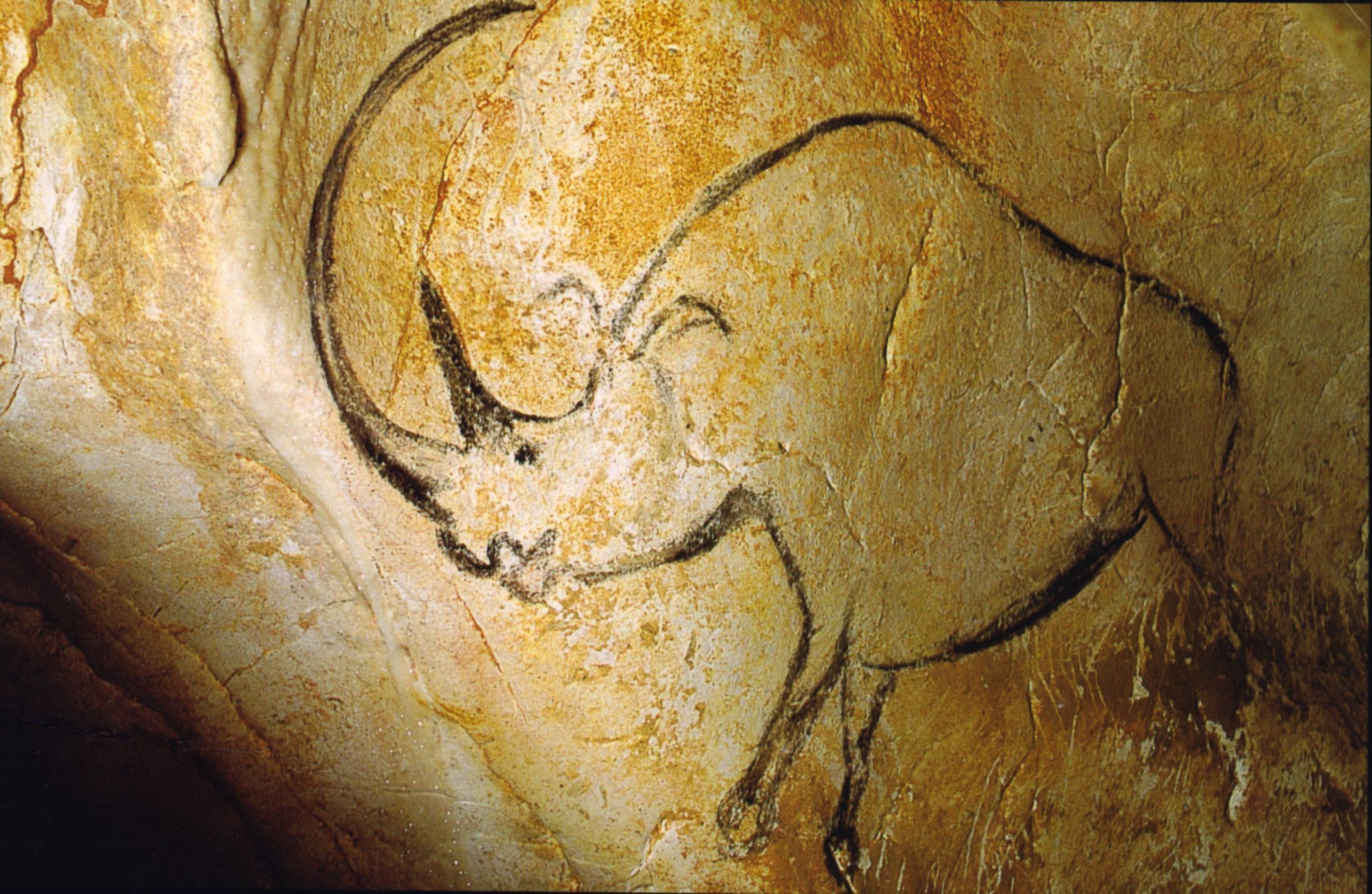
世界文化遺産のショーヴェ洞窟（フランス）に遺されたケブカサイを描いた洞窟壁画。

ケブカサイは後期更新世の末期または前期完新世まで生存していたと考えられており、当時の他のメガファウナと同様に人類と遭遇・接触していた。とくにヨーロッパではショーヴェ洞窟などの各地の旧石器時代の洞窟壁画にも描かれており、おそらくは狩猟の対象になっていた。
チベットケサイが繁栄を遂げたチベット高原に帰還することはなかったが、シベリア北東部では約3万年前に進出してきた人間と数千年間共生し、最終氷期の末期に個体数が激減し絶滅した。絶滅の原因としては人類による影響、気候変動とそれによる植生などの変化、またはそれらの両方が複合的に影響した可能性が指摘されている。
気候変動の場合は植生の変化だけでなく、足の構造から積雪が苦手なケブカサイにとっては、氷河期の終了に伴うマンモス・ステップの縮小と降雪量の増加が本種の生息に逆風をもたらしたとも考えられている。一方で、上述の通り温暖なイタリア半島にも分布していたことも判明している。また、たとえ狩猟圧が過剰でなく仮に（当時のケブカサイの個体群の）全世代の10%程度にとどまっていたとしても、人類からの影響はケブカサイの分布の拡大を制限させて個体群同士を分断するには十分であったことが示唆されている。

## 関連文献
- 冨田幸光『絶滅哺乳類図鑑』伊藤丙雄、岡本泰子、丸善、2002年。ISBN 4-621-04943-7。
- ヘーゼル・リチャードソン、デイビッド・ノーマン（英語版）（監修）『恐竜博物図鑑』出田興生（訳）、新樹社〈ネイチャー・ハンドブック〉、2005年。ISBN 4-7875-8534-7。